# Timothy Richard

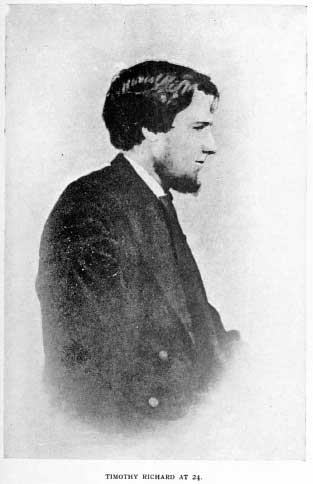
Timothy Richard im Alter von 34 Jahren

Timothy Richard (chinesisch 李提摩太, Pinyin lǐ tí mótaì, W.-G. Li T'i-motai, * 10. Oktober 1845 in Carmarthenshire, Wales; † 17. April 1919 in London) war ein walisischer baptistischer Missionar in China, der die Reformbewegungen zum Ende der Qing-Dynastie und die Modernisierung Chinas und die Entstehung der Republik China nachhaltig beeinflusste.

## Lebenslauf
Richard wurde am 10. Oktober 1845 in Carmarthenshire in Süd-Wales geboren. Seine Eltern waren Timothy und Eleanor Richard, eine fromme baptistische Bauernfamilie. Richard wurde während einer Erweckungsveranstaltung überzeugt, Missionar zu werden. Er hatte bis dahin seinen Lebensunterhalt als Lehrer verdient und nahm 1865 eine Ausbildung am Haverfordwest Theological College auf. Dort brachte er erste Reformideen für die Ausbildung ein. Er verpflichtete sich für China, wo er daraufhin eine wichtige Rolle in den Hilfsaktionen anlässlich der Hungersnöte zwischen 1876 und 1879 übernahm. Er führte Kampagnen durch gegen das Einbinden der Füße und für Gleichberechtigung.
Richard verehrte die China Inland Mission mit ihren Methoden, wurde jedoch von Hudson Taylor an die Baptistische Mission verwiesen. Von der Baptist Missionary Society wurde er 1869 nach Yantai (Chefoo) in Shandong ausgesandt. Von 1874 bis 1877 war er der einzige Repräsentant der Missionsgesellschaft in China.
1897 unternahm Richard eine Reise nach Indien um die Situation der Mission dort kennenzulernen. Er reiste mit einem jungen Kollegen, Arthur Gostick Shorrock, und besuchte Sri Lanka, Madras, Agra, Benares, Delhi, Kalkutta und schließlich Bombay.
In China war Timothy Richard einer der ersten Missionare, die darauf drängten, dass das Christentum in China selbst-erhaltend sein solle. Er wurde Mitarbeiter der monatlichen Wàn Guó Gōng Bào (st. etwa: „Review der Zeiten“), die von Young John Allen gegründet worden war und von 1868 bis 1907 erschien. Diese Zeitschrift wurde nachgesagt, dass sie „mehr für die Reform getan habe als irgendeine andere einzelne Institution in China.“ Die Review hatte während der Zeit ihres Erscheinens eine große und einflussreiche Leserschaft in China. Eine Art, durch die die Review eine große gelehrte Leserschaft fand, war durch die Besprechung von zeitgenössischen wirtschaftlichen und politischen Ereignissen. Während des Ersten Japanisch-Chinesischen Krieges, 1894–1895, erschienen Artikel mit den Titeln: International Intercourse, by a descendent of Confucius (Internationale Beziehungen, von einem Nachfahren von Konfuzius), How to Enrich a Nation, by Dr. Joseph Edkins (Wie man eine Nation bereichert), The Prime Benefits of Christianity, by the Rev. Timothy Richard (die wichtigsten Vorteile des Christentums) und On the Suppression of Doubt and the Acceptance of Christ, by Sung Yuh-kwei (Über die Unterdrückung von Zweifel und die Annahme Christi). Die Artikel schrieben dem Christentum praktische Erfolge zu und stellten dar, dass das Christentum für Chinesen ein vorteilhaftes Konzept sei, das Allen und seine Mitarbeiter auf gleiche Ebene wie Ökonomische und internationale Theorien stellten. Kang Youwei sagte einmal über die Zeitschrift:„Ich verdanke meine Konversion hauptsächlich den Schriften von zwei Missionaren: dem Rev. Timothy Richard und dem Rev. Dr. Young J. Allen.“

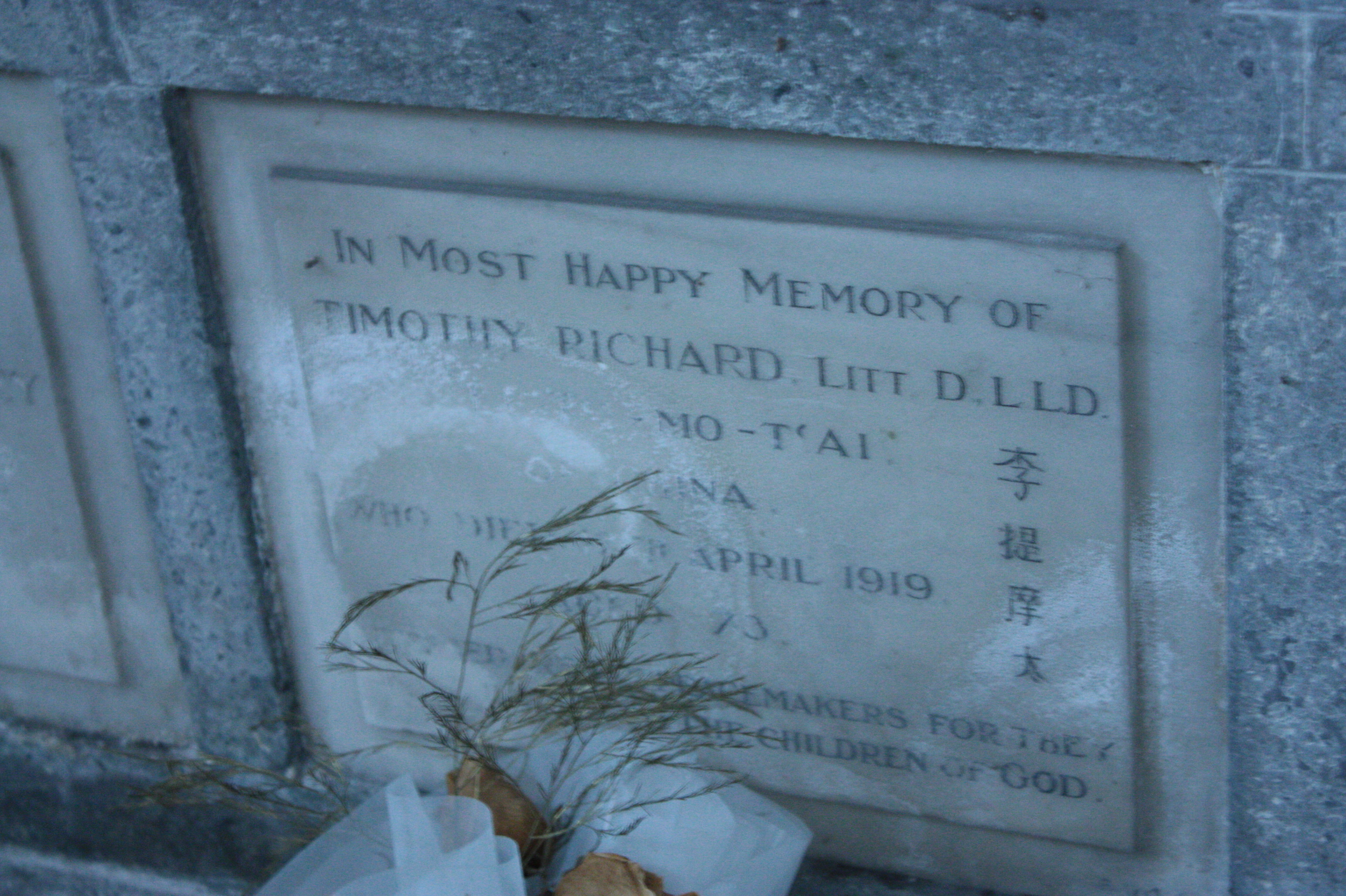
Das Urnengrab von Timothy Richard im Golders Green Crematorium

Richard beschäftigte sich stark mit Chinesischer Literatur, nicht nur mit konfuzianischen Schriften, sondern auch Buddhistischen und Daoistischen. So übersetzte er Teile des Romans von Wu Cheng’en, Die Reise nach Westen und arbeitete mit Yang Wenhui zusammen. Er entwickelte sich immer mehr zu einem "Pädagogen im weitesten Sinne des Wortes. Ein großes Vorbild für ihn war Matteo Ricci, was auf Seiten seiner Unterstützer teilweise auf Unverständnis stieß.
Richards war zweimal verheiratet. Er starb am 17. April 1919 in London. Er wurde im Golders Green Crematorium in London eingeäschert, wo sich auch seine Asche befindet. Seine Schriften werden im Archiv der Baptist Missionary Society in Regent’s Park College, Oxford, aufbewahrt.

## Schriften
- Forty-Five Years in China. Frederick A. Stokes,  New York 1916.
- Conversion by the Million in China: Being Biographies and Articles, 2 vols. Christian Literature Society, Shanghai 1907.